# Rymosia fraudatrix
Rymosia fraudatrix är en tvåvingeart som beskrevs av Dziedzicki 1910. Rymosia fraudatrix ingår i släktet Rymosia och familjen svampmyggor. Arten är reproducerande i Sverige. Inga underarter finns listade i Catalogue of Life.